# べにっこひろば
べにっこひろばは、山形県山形市にある児童遊戯施設。

## 概要
新興住宅地として開発が進んだ市北西部に整備された「屋内型児童遊戯施設」である。木造大断面構造によって、構造材のほとんどに市産の「スギ」や「カラマツ」の集成材や内外装材を使用し、地産地消を図り、温かみのある親しみやすい施設を目指し計画された。
乳幼児から小学生程度の幅広い年齢層の子どもたちが子ども同士、または親子で安心して遊べるような空間を企図し、大空間の遊具コーナーである「べにっこホール」、体育館用途の「遊びの大ホール」等が用意され、2014年（平成26年）12月にオープンし、翌年7月21日、屋外スペースの完成によってグランドオープンした。利用料は無料。
なお、市は2022年（令和4年）4月18日、南部の片谷地地区にPFI方式で2ヶ所目の児童遊戯施設である「シェルターインクルーシブプレイス　コパル」もオープンさせている。

## 沿革
- 2014年（平成26年）12月 - 開館。
- 2015年（平成27年）7月21日 - 屋外スペースの完成によりグランドオープン。

## アクセス
- 車
  - JR奥羽本線・山形駅より20分。
- 山交バス
  - 山交ビル(「桧町・嶋」山形病院行き)→「嶋公園前」バス停下車（バス停から徒歩8分）

## 周辺
- 矢吹病院 (山形市)
- 国立病院機構山形病院
- 嶋遺跡公園
- 山形市浄化センター

など